# Bury Me in Vegas
Bury Me in Vegas è il primo album in studio del gruppo musicale tedesco Eskimo Callboy, pubblicato il 23 marzo 2012 dalla Redfield Records.

## Tracce
1. Bury Me in Vegas – 3:22
2. The Kerosene Dance – 3:20
3. Internude – 0:41
4. Is Anyone Up – 3:07
5. Wonderbra Boulevard – 3:33 – assente nell'edizione LP
6. Legendary Sleeping Assault – 1:49
7. Light the Skyline – 4:15
8. 5$ Bitchore – 3:26
9. Transilvanian Cunthunger (feat. One Morning Left) – 3:33 – assente nell'edizione LP
10. Muffin Purper-Gurk – 3:25
11. Snow Covered Polaroids – 4:03

Traccia bonus nell'edizione giapponese
1. Is Anyone Up (The Green Man's Basswerk Spooky Dubstep Remix)